# デイヴィッド・クラーク
デイヴィッド・クラーク（英語：David Clark Company, Inc.）は、アメリカ合衆国、マサチューセッツ州ウースターに本社を置く音響機器製造会社。ヘッドセットのほか、宇宙服、耐Gスーツなどの特殊服や医療、安全製品など、主に航空宇宙および産業用保護具の設計と製造も行う。
第二次世界大戦中に連合軍の戦闘機パイロットがブラックアウトを防止する目的で使用された初となる標準的な耐Gスーツとバルブの設計開発を皮切りに、1941年から航空機搭乗員に関する保護具の開発と製造に携わっている。

## 歴史
マサチューセッツ州ウースターにある同社は、1935年にデイヴィッド・M・クラークによって設立された。夜間授業を受ける代わりに高校3年生で中退することを親に認めさせ、同時に繊維会社を立ち上げるための資金援助を受けるため親を説得している。繊維事業として特殊下着用のユニークなニット素材の開発からスタートし、1950年までは「シアーズ・ベスト」と名付けられたブラジャーなど下着の製造を専業としていた。
ある時、戦闘機のパイロットが極限機動状態で失神していることを知り、強く締め付ければ解決するのではないか？と直感し、サッカーボールを利用した空気袋を男性用ガードルに縫い付けた商品「ストレートウェイ」を開発し、巡回セールスマンに持たせ陸軍省に届けさせている。初歩的な商品ではあったが、興味を引くには十分な試作品となり、結果、ブラックアウト問題が解決されたことで採用が決定された。
航空宇宙や通信関連の製品を製造するまでに発展したデイヴィッド・クラーク・カンパニー（DCC）は、約215,000平方フィート（20,000m2）の作業エリアを持つ4階建てのビルに入居している。

## 製品

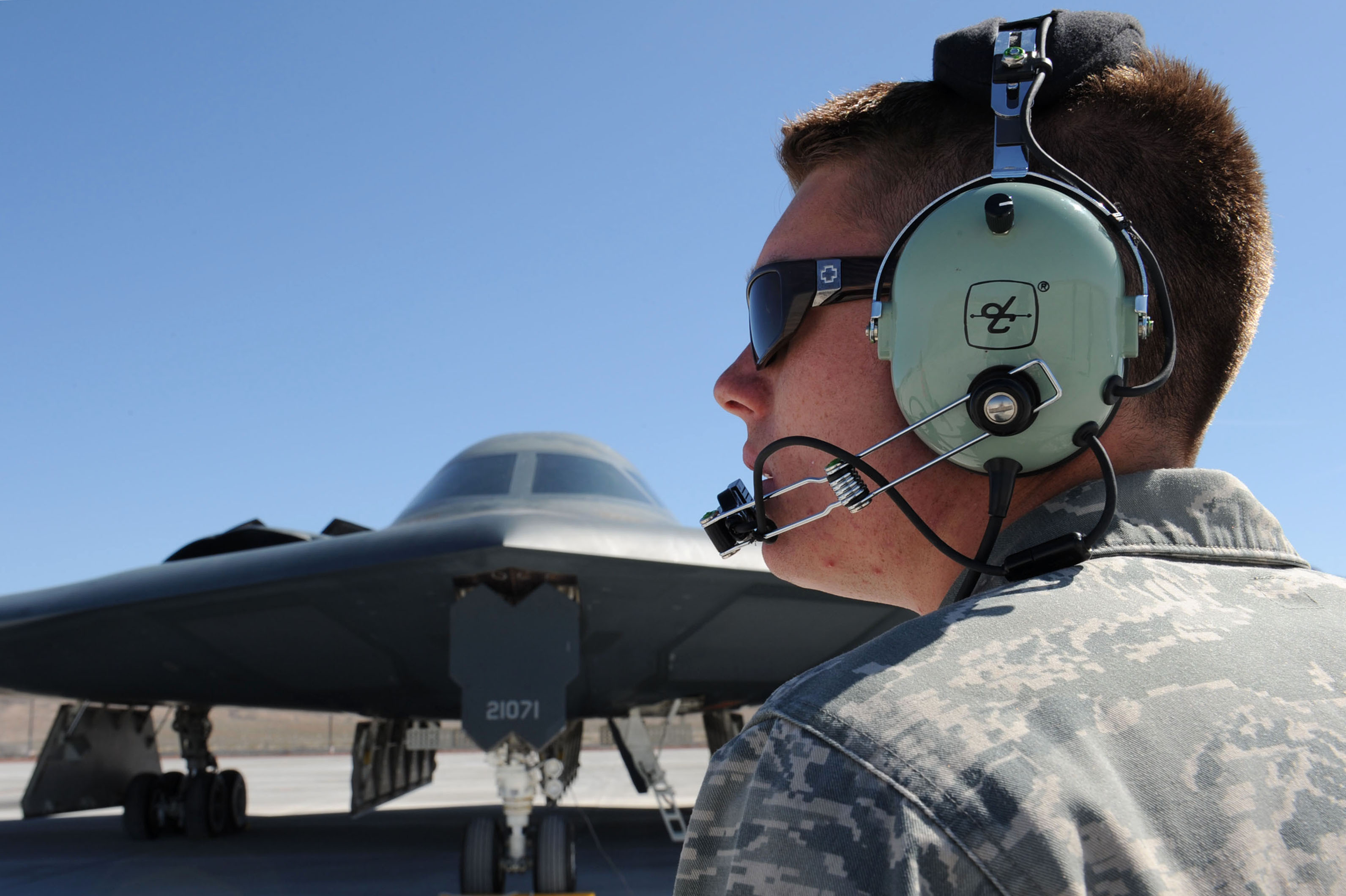
デイヴィッド・クラーク製ヘッドセット

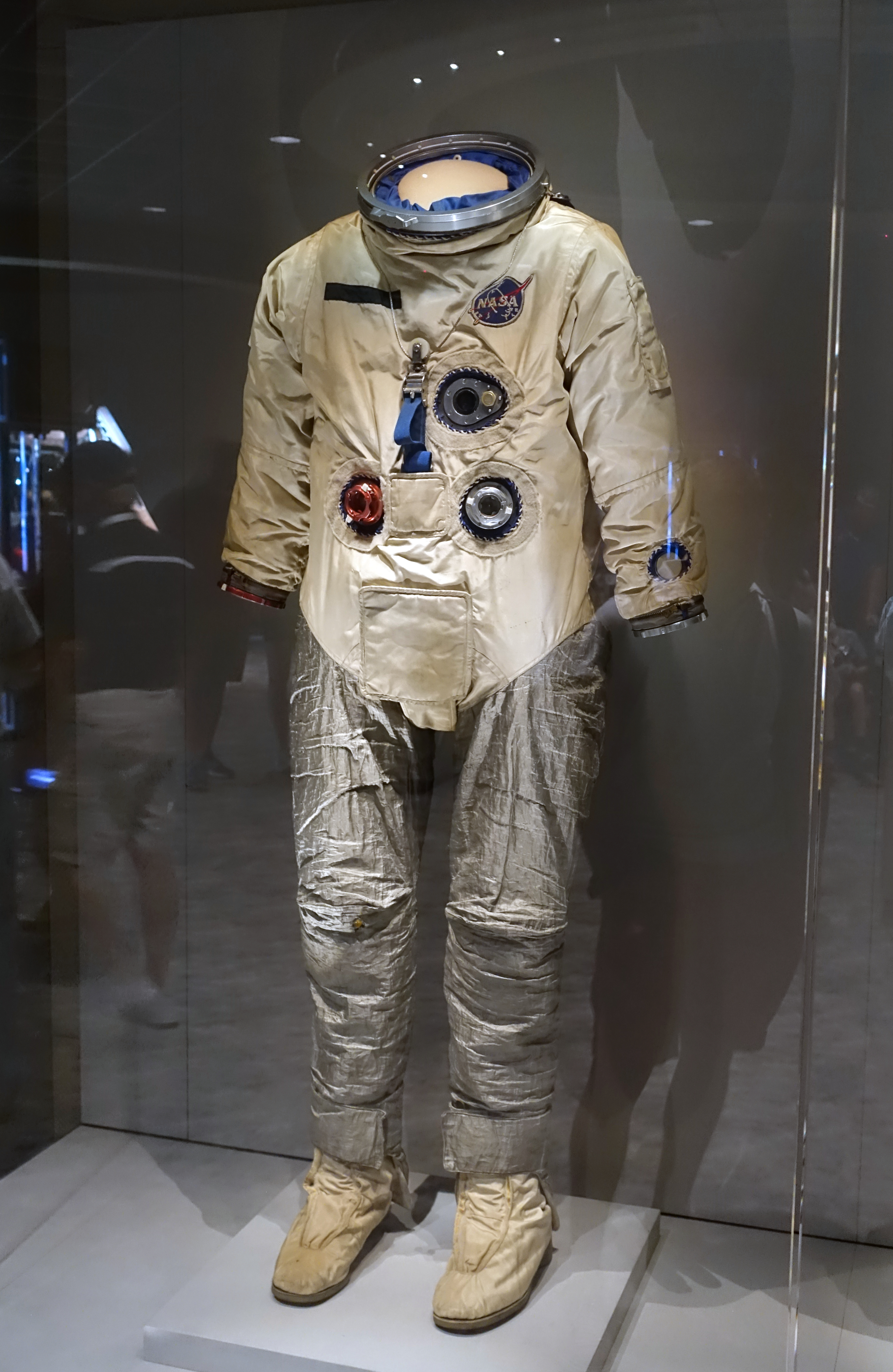
デイヴィッド・クラークが開発した初期の宇宙服

ヘッドセット
DCCは、ブームマイクを搭載したノイズ減衰型の通信用ヘッドセットシステムで知られ、製品の色からグリーンヘッドセットの愛称で呼ばれる。1975年から製造が開始されラインナップに加わっている。
Gスーツおよび宇宙服
NASAとアメリカ空軍向けの圧力/宇宙服と生命維持システムを設計および製造している。1940年代にNASAのロケット研究機ベルX-1用の部分与圧服を、1950年代には研究機D558-2およびノースアメリカン X-15用の完全与圧服を開発した。DCCのX-15スーツの設計は、NASAのジェミニ計画で実施された最初の船外活動（EVA）で宇宙飛行士が着用した宇宙服を含み、その後のすべての全圧スーツの基礎となっている。また、F-15戦闘機やB-1爆撃機の乗組員のための統合生命維持装置の開発チームにも参加する。
DCCは初期の耐Gスーツを開発する際、メイヨー・クリニックの医学博士アール・ウッド研究室と密接に協力している。当初の目的は、急降下爆撃演習の際に発生する高G状態によるブラックアウトを防ぐためであった。ウッドと同僚によって研究された高G力時の失神の生理学的原理により、空気袋を利用した静脈の血流を下肢に流れるのを防ぐGアクティベート単圧スーツは1943年にリリースされ、1944年に改良が施されている。空中戦に於いて非着用のパイロットと比べ、着用したパイロットは倍近い撃墜対被撃墜比率を挙げたことで、このスーツは連合軍にとって重要な利点であると見做されている。1946年以来、DCCはアメリカ国防総省の高高度偵察機（ロッキード U-2 / SR-71）プログラムの支援を受けたことで、1980年代後半に新世代の与圧服の開発を齎している。その結果、生まれたのが S1034 PPA（Pilot's Protective Assembly）スーツとなる。S1034PPAはそれ以降、アメリカ空軍と国防総省の標準圧力スーツとなっている。また、NASAでもDCCによって開発されたランチ・エントリー・スーツやアドバンス・クルー・エスケープ・スーツなどの各種宇宙服が使用され続けられている。